# 五氯化钒
五氯化钒 是一种无机化合物，化学式 VCl5。它是黑色反磁性固体。五氯化钒分子的结构是类似于五氯化铌的双八面体型分子结构。

## 制备和反应
五氯化钒可以由五氟化钒和过量的三氯化硼反应而成：
2 VF5  +  10 BCl3  →   [VCl5]2  +  10 BF2Cl
它在室温下不稳定，会分解成四氯化钒：
[VCl5]2  →   2 VCl4  +  Cl2